# 東巴耶延山-考愛山森林保護區
東巴耶延山－考愛山森林保護區為一組泰国森林保護區的集合，包含考艾国家公园、他蘭國家公園、龐斯達國家公園、達帕雅國家公園，以及東艾野生生物保護區等五處國家公園及保護區。東巴耶延山－考愛山森林保護區在2005年獲联合国教育、科学及文化组织通過成為世界遗产，為泰國第二個自然遗产。

## 簡介
東巴耶延山－考愛山森林保護區包含泰國五個相連的國家公園與保護區，從西端的考艾國家公園，至泰國與柬埔寨邊境的達帕雅國家公園，東西綿延230公里，總面積為6,155平方公里，東巴耶延山為泰國東部的山脈，森林保護區有一部分在此山脈中，考艾國家公園為五個國家公園與保護區當中最知名的旅遊目的地。東巴耶延山－考愛山森林保護區內的海拔由100至1,351公尺之間，地形崎嶇。保護區內有超過3,000種植物，800多種動物，其中哺乳動物112種、鳥類392種、爬行和兩棲類動物200種。其中有19種動物為易危物種，4種為瀕危物種，1種為極危物種。東巴耶延山－考愛山森林保護區包含豐富而重要的熱帶森林生態系統，提供在此地的生物一處適宜的棲息場所。

### 考艾國家公園
考艾國家公園位於呵叻府、沙拉武里府、巴真府、那空那育府的交界，國家公園的大部分區域位於呵叻府，小部分在其他三個府。
公園位於山甘烹山脈的西部，面積2,168平方公里，為泰國第三大國家公園。考艾國家公園海拔高度在400－1,000公尺之間，其中包含季風雨林與草原。公園內估計有3,000種植物；318種鳥類，包含原雞、紅嘴地鵑、蓝歌鸲、白腰鵲鴝等；71種哺乳動物，包含亞洲黑熊、印度象、印度野牛、长臂猿、豚尾獼猴、豺等。
考艾國家公園成立於1962年9月18日，為泰國第一個國家公園，1984年成為東協遺產公園。該國家公園的遊客日益增多，造成許多人為的破壞與垃圾問題，另外保護區內也有非法砍伐的問題。
考艾國家公園為一處熱門的旅遊目的地，2019年共有155萬人到訪；另外也有一些电影至此取景，如莱昂纳多·迪卡普里奥在2000年主演的電影「海灘」，從瀑布跳下的一幕即在考艾國家公園內的霍蘇瓦（Haew Suwat）瀑布拍攝。
2017年9月18日，Google涂鸦慶祝考艾國家公園成立55週年。

### 他蘭國家公園

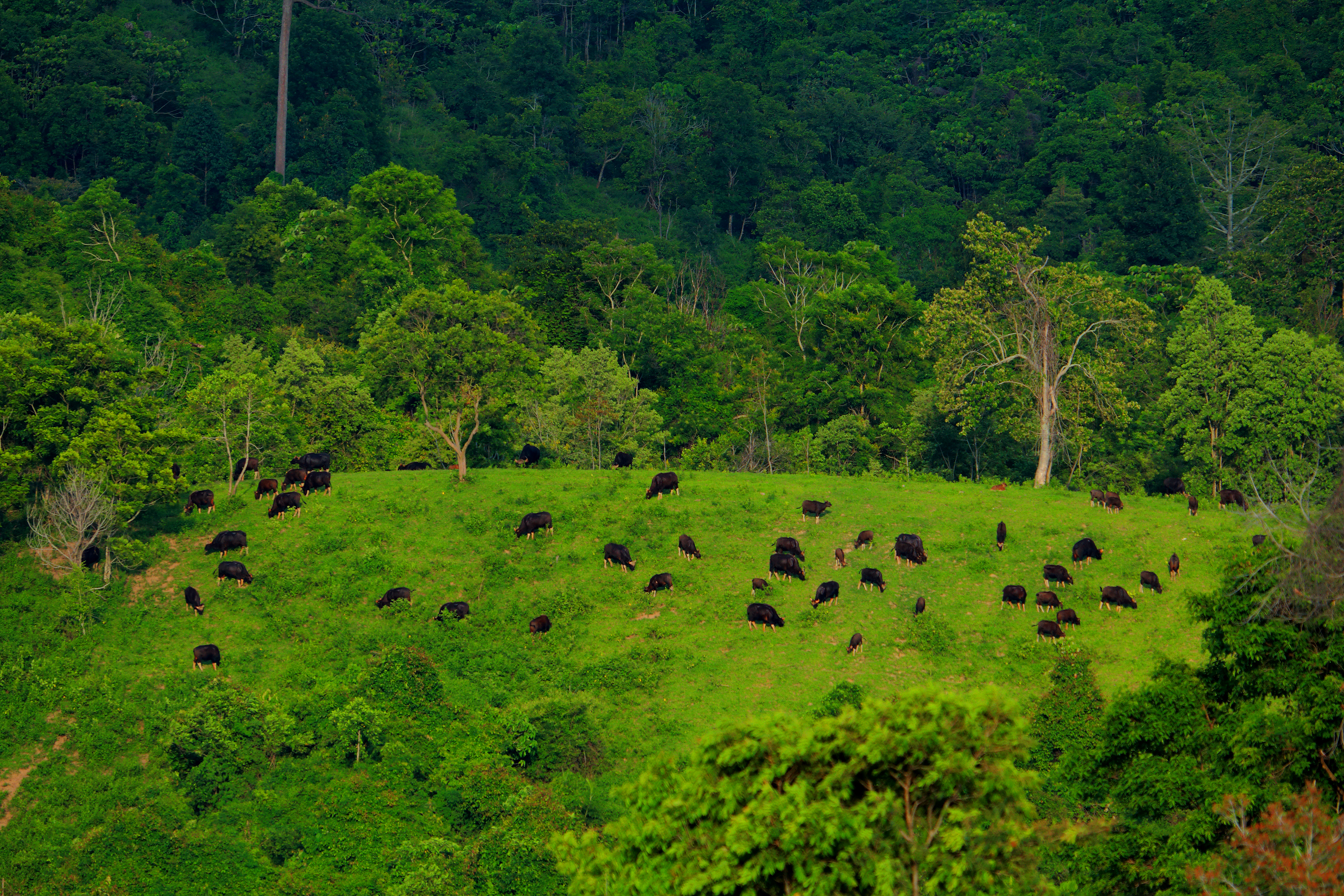
他蘭國家公園樹叢與動物

他蘭國家公園橫跨呵叻府與巴真府，面積為2,236平方公里，為泰國第二大國家公園，成立於1981年12月23日，為泰國第40個國家公園。他蘭國家公園西邊緊鄰考艾國家公園、南邊與龐斯達國家公園接壤、東邊與東艾野生生物保護區相連。
他蘭國家公園內的動植物與考艾國家公園類似，但他蘭國家公園有相當數量的老虎。他蘭國家公園內存在非法開墾與盜獵的問題

### 龐斯達國家公園

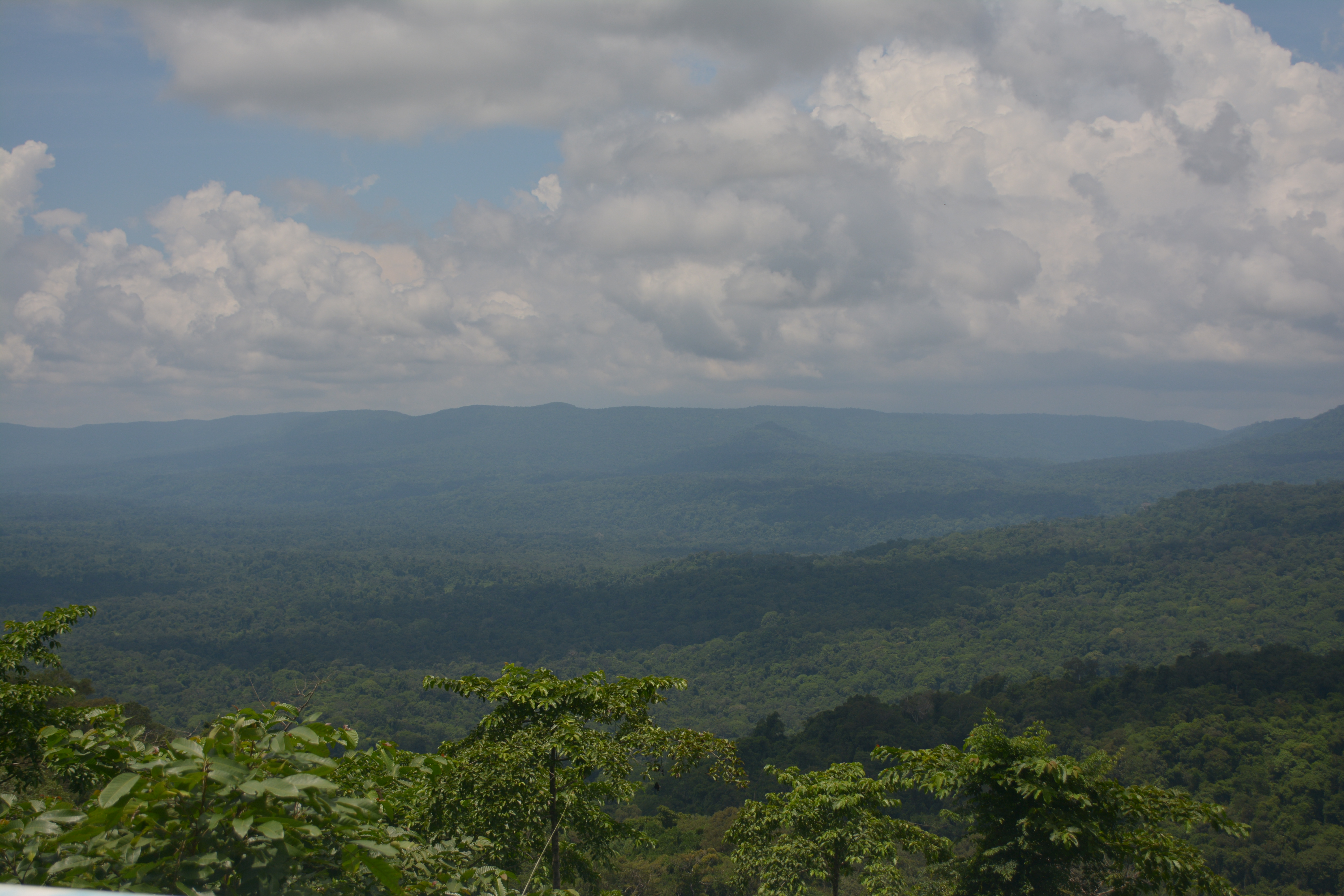
龐斯達國家公園一景

龐斯達國家公園位於泰國與柬埔寨接壤的沙繳府，面積為844平方公里，北邊與他蘭國家公園相連，東邊與達帕雅國家公園相連。
龐斯達國家公園成立於1982年2月24日，為泰國第41個國家公園，地形為崎嶇的山脈，森林密布，森林覆蓋率為94.8%。公園內有一個將極危物種暹羅鱷重新引入野外的計畫，將暹羅鱷野放至偏遠的河流中。

### 達帕雅國家公園

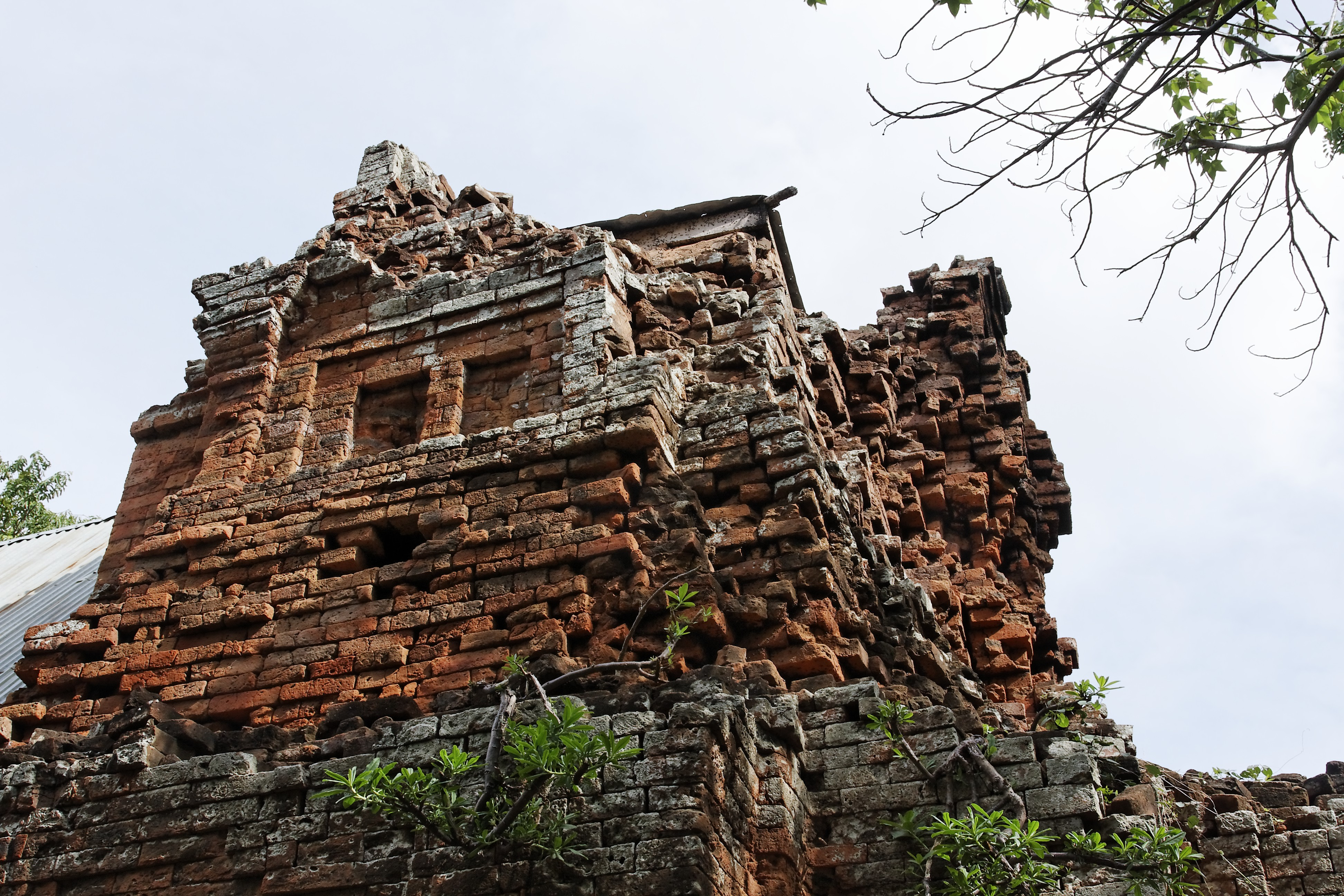
達帕雅國家公園的高棉遺跡

達帕雅國家公園位於泰國與柬埔寨邊界附近，跨越沙繳府與武里南府，面積為594平方公里，西邊與龐斯達國家公園、東艾野生生物保護區相連，東邊與柬埔寨接壤。
達帕雅國家公園成立於1996年，內有酸枝木，其為紫檀木的一種，可製作紅木家具，因而存在大量非法砍伐的問題。

### 東艾野生生物保護區
東艾野生生物保護區位於武里南府，位於他蘭國家公園、龐斯達國家公園、達帕雅國家公園中間，大部分地區為原始森林，面積為313平方公里，已確認有150種動物。東艾野生生物保護區亦存在非法砍伐的問題。

## 世界遺產登錄
泰國於1991年以「考艾國家公園」項目申請世界遺產，但世界遺產委員會認為可以合併附近森林保護地帶一起申請，決議延後登錄。2005年7月，第29屆「世界遺產委員會」會議於南非德班召開，由泰國申報的項目「東巴耶延山－考愛山森林保護區」經大會通過，成為泰國第二個自然遺產，「東巴耶延山－考愛山森林保護區」包含考艾國家公園、他蘭國家公園、龐斯達國家公園、達帕雅國家公園，以及東艾野生生物保護區五個項目。
该世界遗产被认为满足世界遺產登錄基準中的以下基準而予以登錄：
- （x）拥有最重要及显著的多元性生物自然生态栖息地，包含从保育或科学的角度来看，符合普世价值的濒临绝种动物种。

「東巴耶延山－考愛山森林保護區」五個項目如下所示：
| 世界遺產編號 | 名稱               | 所在地                        | 保護範圍    |
| ------------ | ------------------ | ----------------------------- | ----------- |
| 590-001      | 考艾國家公園       | 14°21'10.818"N 101°26'7.735"E | 216,800公頃 |
| 590-002      | 他蘭國家公園       | 14°10'0"N 102°10'0"E          | 223,600公頃 |
| 590-003      | 龐斯達國家公園     | 14°5'0"N 102°10'0"E           | 84,400公頃  |
| 590-004      | 達帕雅國家公園     | 14°12'0"N 103°0'0"E           | 59,400公頃  |
| 590-005      | 東艾野生生物保護區 | 14°12'0"N 102°35'0"E          | 31,300公頃  |